# Невена Тузсузова
Невена (Нева) Петрова Тузсузова е българска илюстраторка и сценографка. Съпругът ѝ Никола Тузсузов също е известен илюстратор.

## Биография
Родена е на 11 януари 1908 година в Стара Загора. Невена Тузсузова е авторка на илюстрациите в над 50 книги. Също така тя е художничка на костюмите за ансамбъл „Филип Кутев“, Детски хор на БНР и в постановки в Софийската опера.
Умира на 16 януари 1991 година.

## Отличия
- 1977 г. – удостоена е със званието „Народен художник“[3]
- 1978 г. – наградена е с орден „Народна република България“ I степен „по случай 70-годишнината от рождението ѝ и за нейните големи заслуги в областта на изобразителното изкуство“.[4]